# Anastrepha bivittata
Anastrepha bivittata är en tvåvingeart som först beskrevs av Macquart 1843.  Anastrepha bivittata ingår i släktet Anastrepha och familjen borrflugor. Inga underarter finns listade i Catalogue of Life.